# Alonso Ramírez de Prado
Alonso Ramírez de Prado   (Madrid, c. 1590 - Madrid, 1674) va ser un prevere, polític i escriptor castellà.
Va néixer vers 1590, fill d'Alonso Ramírez de Prado, membre del consell de Castella des de 1581, i de María de Ovando Velázquez, naturals i veïns de Zafra. El 1606 el seu pare va ser detingut, i entre 1607 i 1608 processat i condemnat per actes il·lícits en la gestió de la hisenda de la monarquia en els primers anys del regnat de Felip III, posant fi a la seva carrera política impulsada pel duc de Lerma. Tanmateix, això no va impedir que Alonso i el seu germà, Lorenzo, accedissin a càrrecs públics. Va ser prevere ardiaca d'Úbeda, oïdor de la Reial Audiència de Sevilla i, després, de la Reial Audiència i Cancelleria de Granada. Després entrà com a conseller supernumerari del Consell d'Hisenda el 1648 i, més tard, el 1653 passà a formar part del Consell d'Índies i de la seva cambra el 1664, on el 1665 era degà, assistint com a tal a les exèquies fúnebres en honor a Felip IV al Reial Monestir de l'Encarnació el 31 d'octubre. Durant aquests anys, va participar de la votació sobre la supressió de l'Audiència de Buenos Aires. Va ocupar el càrrec al consell fins a la seva mort, el 1674.
Va escriure, entre d'altres, les següents obres erudites:
- Toga Candida (Salamanca, 1613)
- Soteria, sive fons et viridarium (Madrid, 1622)
- De Romanorum Legum initiis, prestantia et auctoritate (Madrid, 1623)
- Gnomoe legales ethico-politicae (Madrid, 1623)
- Ilustrationum legalium centuriae duae (Madrid, 1624)
- Gnomae Oeconomico-juridicae
- De successione inter fratres

Lope de Vega en la silva 6 del seu Laurel de Apolo elogia a Alonso i el seu germà Lorenzo entre els enginys madrilenys.